# Норт-Йорк
Норт-Йорк (англ. North York) — ряд кварталів, що розташовані в центрі північної частини міста Торонто (Канада, провінція Онтаріо). До 1998 року був одним з шести муніципалітетів у складі торонтської агломерації, потім його приєднано до Торонто. Населення на 2006 рік — 635,4 тис. осіб. Норт-Йорк примітний тим, що містить водночас найбагатший, Брайдл-Пат, і найбідніший, Джейн-енд-Фінч, квартали Торонто.

## Історія
Містечко (township) Норт-Йорк утворено 13 червня 1922 року з декількох розкиданих сіл, адміністративно підлеглих містечку Йорк (пізніше також його поглинув Торонто), що лежало було на південь: Даунсв'ю, Ньютонбрук, Вілловдейл, Бейв'ю та ін. Масова урбанізація після війни призвела до того, що 1967 року Норт-Йорк отримав статус селища (borough), а в 1979 році — міста (city).
На території Норт-Йорка є два великі торгові центри — «Йоркдейл» і «Ферв'ю», обидва кампуси Йоркського університету, Норт-Йоркська загальносоматична лікарня, Саннібрукський центр медичних досліджень і колишня військова база з аеродромом «Даунсв'ю», що чекає на перепрофілювання після закінчення Холодної війни.

## Демографія
Населення Норт-Йорка дуже різноманітне за національністю. 2006 року серед його жителів 57% були народжені за кордоном і 52% були віднесені до помітної меншості (не уродженці Канади і не представники європейської раси):
- Китайці — 14%
- Вихідці з Південної Азії — 10%
- Негри — 9%
- Араби/вихідці із Передньої Азії — 5%
- Філіппінські канадці — 4%
- Латиноамериканці — 4%
- Корейці — 3%
- Вихідці з Південно-Східної Азії — 2%
- Інші — 2%

Вулиця Батгерст — основний район концентрації і культурного життя єврейської громади Торонто. Північний відрізок Батгерст і прилеглі до нього вулиці — район розселення євреїв з колишнього СРСР. Англійською вдома спілкуються 49,1%, або 3 тис. З 20,3 тис. жителів.

## Персоналії
- Роб Ліск — німецький хокеїст канадського походження.